# Чжан Чэнъе
Чжан Чэнъе (кит. упр. 张成烨, пиньинь Zhāng Chéngyè; родился 20 мая 1982 года в городе Тунхуа, провинция Цзилинь (Гирин), Китай) — китайский биатлонист. Чжан Чэнъе начал заниматься биатлоном в 1999 году. Дебютировал в 2003 году в Кубке Европы, где не показывал поначалу хороших результатов. В следующем сезоне Чжан периодически выступал также и в Кубке мира, на шестом этапе которого, неожиданно для всех, занял второе место в индивидуальной гонке, проиграв лишь Уле Эйнару Бьёрндалену. На завершающем этапе в Ханты-Мансийске Чжан Чэнъе отметился пятым местом в спринте, а по итогам сезона занял двадцать четвёртое место в общем зачёте Кубка мира. Завершил карьеру в сезоне 2011/2012 годов.

## Кубок мира
- 2003—2004 — 68-е место (15 очков)
- 2004—2005 — 24-е место (206 очков)
- 2005—2006 — 39-е место (93 очка)
- 2006—2007 — 38-е место (77 очков)
- 2007—2008 — 21-е место (292 очка)
- 2008—2009 — 72-е место (48 очков)
- 2009—2010 — 69-е место (54 очков)
- 2010—2011 — 106-е место (1 очко)